# Julius Bretz
Julius Bretz (* 26. Januar 1870 in Wiesbaden; † 26. Dezember 1953 in Bad Honnef) war ein deutscher Landschaftsmaler der Düsseldorfer und Haager Schule, Lithograf und einer der Gründer des Sonderbundes in Düsseldorf.

## Leben

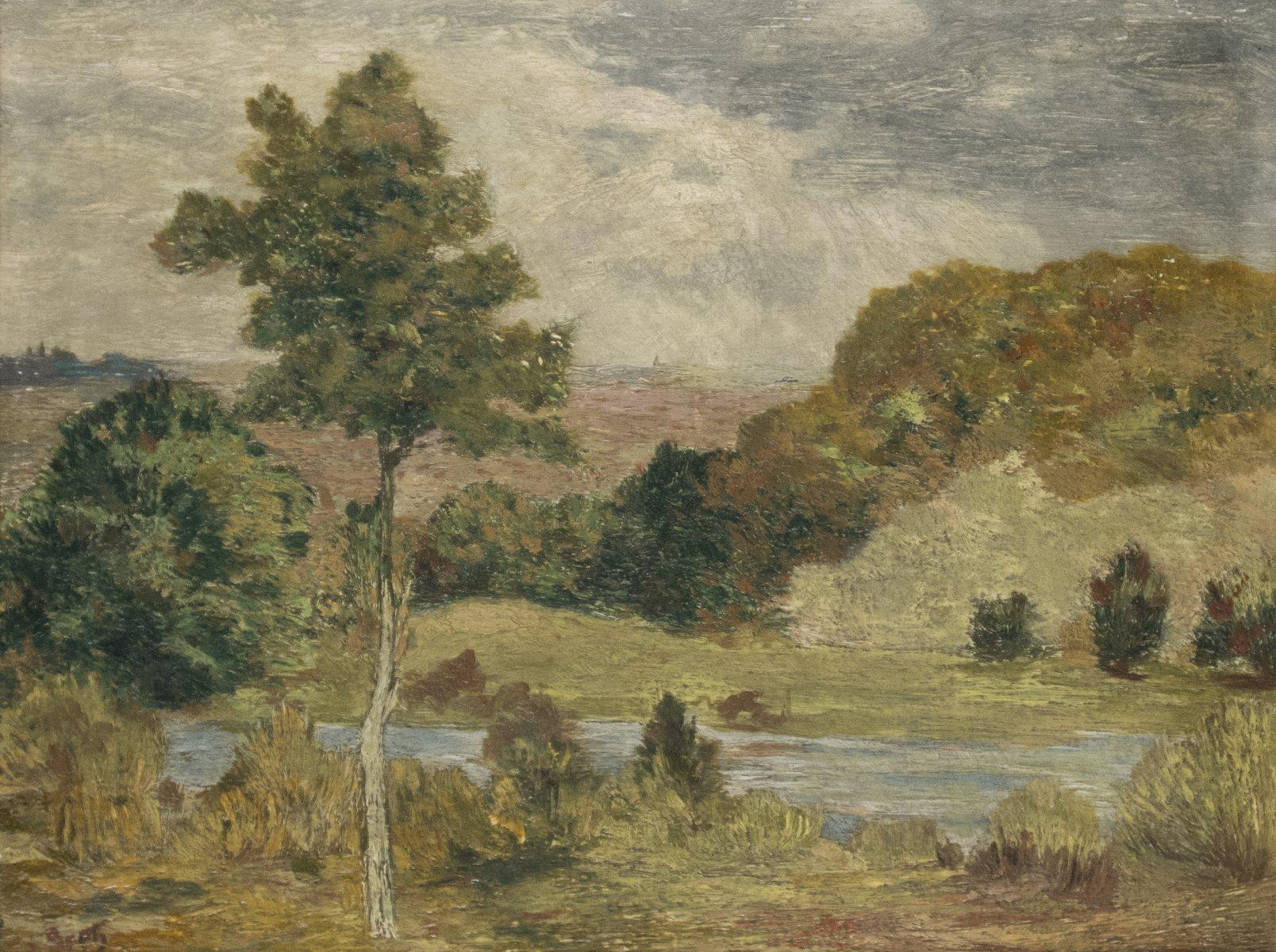
Landschaft mit Bachlauf; Öl auf Holz

Kurz nach der Geburt von Julius Bretz starb sein Vater, und seine Mutter zog mit ihm nach Düsseldorf.  An der Düsseldorfer Kunstakademie begann er Malerei zu studieren, doch bald wurde er dort als untalentiert entlassen. Darauf nahm er Privatunterricht bei Helmuth Liesegang. Während seiner Düsseldorfer Studienzeit und auch danach zog er mehrmals für jeweils einige Monate nach Holland. Dort arbeitete er 1890 mit dem Marinemaler Hendrik Willem Mesdag zusammen. Seine grafische Ausbildung erhielt er ebenfalls von einem Vertreter der Haager Schule, dem Lithografen Jacob Maris.
1898 heiratete Julius Bretz und zog mit seiner Frau nach Donrath bei Siegburg, heute ein Stadtteil von Lohmar. In dieser Zeit pflegt Bretz den Kontakt zu seinen Malerkollegen in Düsseldorf, Köln und Bonn. 1902 zog die Familie, nach einem Brand des Wohnhauses in Donrath und dem Verlust großer Teile seines Frühwerkes, nach Düsseldorf, wo sich Julius Bretz ein Atelier einrichtete. Er wurde Mitglied des Künstlervereins Malkasten sowie Mitglied im Kölner Künstlerbund. Schon bald zahlten sich die damit verbundenen Ausstellungsmöglichkeit für ihn aus und ab 1904 erzielte er zusehende Verkaufserfolge. Bretz reiste erneut monatelang nach Holland und versuchte seine Frühwerke vor Ort erneut zu malen.
1909 arbeitete er am Gründungsmanifest des Sonderbundes Westdeutscher Kunstfreunde und Künstler mit und nahm bis 1911 an den jährlichen Sonderbund-Ausstellungen in Düsseldorf und 1912 in Köln teil.
Im Ersten Weltkrieg arbeitete Bretz als technischer Zeichner (Vorzeichner) in der Leichtmetall-Industrie. 1917 wurde er aufgrund seiner Verdienste zum außerordentlichen Mitglied der Düsseldorfer Akademie ernannt und ihm die Mitgliedschaft in der Bonner Künstler-Vereinigung 1914 angetragen.
1921 erbte Bretz ein Haus in Bad Honnef (Luisenstraße 19), in dem er bis zu seinem Tode wohnte.
Um unabhängig von den alteingesessenen Kunstinstitutionen, ihrem Antrags- und Jurorenwesen in den Genuss öffentlicher Förderungen, insbesondere zu freien Ausstellungsmöglichkeiten zu kommen, gründete Julius Bretz 1928, zusammen mit einigen Malerfreunden, die Rheinische Sezession, eine Reunion von Rheingruppe und dem Jungen Rheinland, in Düsseldorf. 1936 wurde ihm der Cornelius-Preis der Stadt Düsseldorf verliehen.
Als sich mit der Machtübernahme Hitlers 1933 auch eine Gleichschaltung der unterschiedlichen künstlerischen Strömungen und Stile im Sinne einer Deutschen Kunst abzeichnete, stellte er schon früh einen Antrag auf Übernahme in die Reichskammer der bildenden Künste in Berlin. Dem Antrag wurde stattgegeben. Mit Verkündung der Nürnberger Rassengesetze 1935 war Bretz davon betroffen. Seine Frau und Tochter waren Halbjuden. Gegen ihn wurde ein formales Verfahren eingeleitet und er wurde aus der Reichskammer ausgeschlossen und erhielt faktisch ein Berufsverbot und somit auch Ausstellungsverbot. Die „Rheinische Sezession“ wurde 1938 durch Verfügung aufgelöst. Mit Kriegseinbruch 1939 tauchte Julius Bretz zusammen mit seiner Frau und der gemeinsamen Tochter bei Freunden bis zum Ende des Zweiten Weltkrieges unter.
Kurz nach seiner Rückkehr nach Deutschland gehörte Bretz zu den 204 bildenden Künstlern, die durch Förderankäufe durch das Land Nordrhein-Westfalen unterstützt wurden. Julius Bretz erhielt 1947 die Ehrenmitgliedschaft des Künstlervereins Malkasten und im Februar 1949 als erster der nordrhein-westfälischen Künstler mehr als 1000 DM für den Ankauf eines seiner Bilder.
Zum Ende des Jahres 1953 starb Julius Bretz im Alter von fast 84 Jahren. Er wurde auf dem Alten Friedhof in Bad Honnef beigesetzt.

## Werk
Bretz trat ausschließlich als Maler und Zeichner von Landschaften und Blumenstücken hervor. Er betrachtete sich als Autodidakt und ist außerhalb der Polarität von Tradition und Modernität anzusiedeln.

### Sonderbund
Eine besondere Bedeutung kommt Bretz durch seine Rolle bei der Gründung des Sonderbundes zu, der zunächst nur eine der zahlreichen Ausstellungsvereinigungen Düsseldorfs zu sein schien. Unter dem schlichten Namen Sonder-Ausstellung nahmen in der Kunsthalle Düsseldorf 1908 neben Bretz Max Clarenbach, Joseph Maria Olbrich, Walter Ophey, Wilhelm Schmurr, Alfred Sohn-Rethel (1875–1958) sowie dessen Bruder Otto teil. Bis auf Olbrich, den Architekten des seinerzeit in Düsseldorf im Bau befindlichen Warenhauses Tietz, hatten alle an der Düsseldorfer Akademie studiert. Bei einer zweiten Ausstellung, die 1909 erneut in der Kunsthalle Düsseldorf stattfand, nannte sich die Gruppe erstmals „Sonderbund“. Zu dieser Gruppe waren die Maler Otto von Wätjen und Ernst te Peerdt sowie mit den Bildhauern Rudolf Bosselt und dem Graphiker Fritz Helmuth Ehmcke zwei Lehrer der Kunstgewerbeschule Düsseldorf bereits hinzugestoßen. Der Maler Christian Rohlfs trat erst während der Ausstellung dem Sonderbund bei; der Maler Max Liebermann nahm bloß als Gast teil. Ihre Werke wurden in dieser Ausstellung den Arbeiten der in Frankreich tätigen Künstler Paul Cézanne, Vincent van Gogh, Claude Monet, Camille Pissarro, Pierre-Auguste Renoir, Georges Seurat, Paul Signac, Alfred Sisley und Édouard Vuillard bewusst gegenübergestellt, eine Novität im Düsseldorfer Ausstellungswesen, das 1892 in der Kunsthandlung Eduard Schulte und 1904 im Kunstpalast Werke der internationalen Avantgarde in räumlicher Trennung der Nationen gezeigt hatte. Die Galerie Eduard Schulte zeigte die Sonderbund-Ausstellung von 1909 im Anschluss in ihrer Berliner Galerie, wo die Presse von „den Sezessionisten der alten Malerstadt“ sprach, die fleißig nach Paris führen und genau wüssten, worauf es ankomme. Es folgten weitere Ausstellungen (Kunstpalast 1910, Kunsthalle 1911), die eine Gegenüberstellung deutscher und französischer Kunst zeigten. Diese Ereignisse werden heute als Zeichen eines Anschlusses der rheinischen Künstler an die moderne Kunst sowie als Eintritt in eine Internationalisierung, einen Stilpluralismus und eine Individualisierung der Akteure in der rheinischen Kunstszene bewertet.

## Werke (Auswahl)
- Dorf im Siebengebirge, Öl auf Holz, keine Jahresangabe, Sammlung RheinRomantik,[5] Bonn
- Windmühle am Kanal, Öl auf Leinwand, 1905[6]
- Meereslandschaft, Farbkreiden auf Zeichenpapier, 1921
- Scheune in Harperscheid, Öl auf Holz, 1937
- Moorlandschaft mit Kate im Frühling, Öl auf Holzfaserplatte, 1950
- Parkansicht, Tuschzeichnung auf Zeichenkarton, 1945
- Weisser Mohn, Öl auf Leinwand, keine Jahresangabe, 1949 vom Kultusministerium des Landes Nordrhein-Westfalen angekauft,[7] Düsseldorf

Weitere Arbeiten von Julius Bretz wurden vom Kölner Wallraf-Richartz-Museum, der Barmer Ruhmeshalle sowie dem Kunsthaus Zürich angekauft.

## Ausstellungen (Auswahl)
- 1892/1896: Berlin
- 1901: Dresden
- 1907: München, Düsseldorf
- 1908: Sonder-Ausstellung, Kunsthalle Düsseldorf
- 1909: Teilnahme an der ersten Sonderbund-Ausstellung, Kunsthalle Düsseldorf
- 1912: Internationale Kunstausstellung des Sonderbundes westdeutscher Kunstfreunde und Künstler zu Köln
- 1919: Einzelausstellung in der Galerie Flechtheim, Düsseldorf[9]
- 1947: Teilnahme an der Ausstellung Westdeutscher Künstlerbund, Karl Ernst Osthaus-Museum in Hagen
- 1949: Deutsche Malerei und Plastik der Gegenwart, „Staatenhaus“ der Messe in Köln
- 1950: Ehrenausstellung zum achtzigsten Geburtstag von Julius Bretz, Kölnischer Kunstverein
- 1965: Retrospektive zum 95sten Geburtstag von Julius Bretz, Galerie Paffrath, Düsseldorf
- 1970: Julius Bretz – Zeichnungen, Pastelle, Gemälde, Clemens-Sels-Museum, Neuss

## Auszeichnungen
- 1936: Cornelius-Preis der Stadt Düsseldorf
- 1953: Großer Kunstpreis des Landes Nordrhein-Westfalen[10]
- 1953: Großes Verdienstkreuz des Verdienstordens der Bundesrepublik Deutschland